# Gorenje Medvedje selo
Gorenje Medvedje selo – wieś w Słowenii, w gminie Trebnje. W 2018 roku liczyła 48 mieszkańców.